# Свизио
Свизио (итал. Suisio) је насеље у Италији у округу Бергамо, региону Ломбардија.
Према процени из 2011. у насељу је живело 3831 становника. Насеље се налази на надморској висини од 233 м.

## Становништво
Према резултатима пописа становништва 2011. у општини је живело 3.873 становника.
| 1931. | 1936. | 1951. | 1961. | 1971. | 1981. | 1991. | 2001. | 2011. |
| ----- | ----- | ----- | ----- | ----- | ----- | ----- | ----- | ----- |
| 1.620 | 1.555 | 1.895 | 1.927 | 2.239 | 2.808 | 3.060 | 3.308 | 3.873 |